# Rutas Alimentadoras (Mi Macro)
Las Rutas Alimentadoras de Mi Macro son líneas de autobuses convencionales que parten de las estaciones de Mi Macro Calzada a puntos importantes para la captación de usuarios hacia el sistema BRT. Son 15 rutas alimentadoras y se cuenta con una flota de 103 minibuses alimentadores.

## Origen

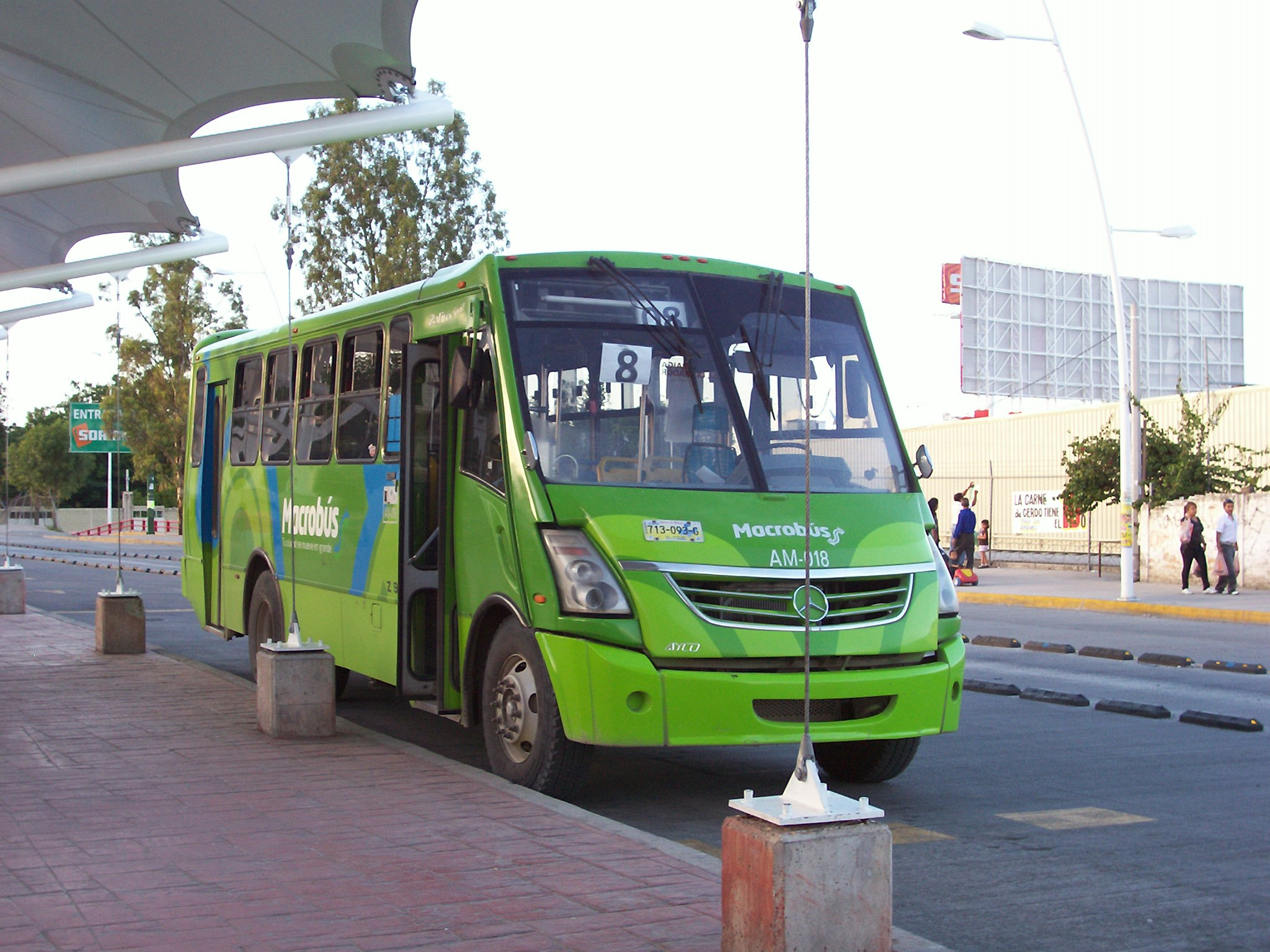

Durante el segundo semestre del 2008 se llevaron a cabo los concursos para las concesiones de operación de la flota de autobuses (103 minibuses alimentadores), del sistema de cobro electrónico y de la publicidad. Todas las unidades articuladas del corredor Independencia operan con motores Euro IV y con combustible Diésel de Ultra Bajo contenido de Azufre (UBA) disminuyendo con esto dramáticamente la emisión de partículas contaminantes.
En tiempo récord de construcción e implementación de sus componentes, el presidente de la república Felipe Calderón inauguró la Fase I del Macrobús el martes 10 de marzo de 2009, además se comprometió con Jalisco a colaborar con la construcción de los siguientes tres corredores del sistema BRT, así como en la construcción de la línea del Tren Suburbano de Guadalajara al sur de la ciudad.

## Rutas
| Rutas                     |                              |                                             |
| Ruta                      | Origen                       | Destino                                     |
| Alimentadora 03           | Estación San Patricio        | Colonia Santa Elena                         |
| Alimentadora 05           | Estación Independencia Norte | Colonia Fraccionamiento Balcones de la Joya |
| Alimentadora 06           | Estación Esculturas          | Colonia La Arenera                          |
| Alimentadora 07           | Estación Escultura           | Cerro del Cuatro                            |
| Alimentadora 08           | Estación Escultura           | Colonia Valle de la Misericordia            |
| Alimentadora 09           | Estación Escultura           | Colonia El Carmen                           |
| Alimentadora 10           | Estación Escultura           | Ermita y Periférico Sur                     |
| Alimentadora 13           | Estación Clemente Orozco     | Colonia 1° de mayo                          |
| Alimentadora 15           | Estación Fray Angélico       | Colonia Artesanos                           |
| Alimentadora 16           | Estación Independencia Norte | Colonia Huentitán el Alto                   |
| Alimentadora 17           | Estación Escultura           | El Refugio                                  |
| Alimentadora 18           | Estación Fray Angélico       | Colonia Paseos del Prado                    |
| Alimentadora 19           | Estación Fray Angélico       | Colonia Lomas del Mirador                   |
| Alimentadora 20           | Estación Fray Angélico       | Colonia Hacienda Santa Fe                   |
| Alimentadora 21           | Estación Fray Angélico       | Colonia Chulavista                          |
| Alimentadora 21 (Arvento) | Estación Fray Angélico       | Fraccionamiento Arvento                     |

## Tarifa de abordaje
El costo por abordar las rutas alimentadoras es de $9.50 pesos mexicanos y tiene 3 modos de pago: depósito en efectivo en la ranura de urna, tarjeta inteligente y tarjeta inteligente de descuento preferencial.
- Depósito en efectivo en la ranura de urna.

- Tarjeta Inteligente: Tarjeta que funciona como monedero electrónico; se puede adquirir por $15 pesos y se le puede recargar como máximo $ 200 pesos.

- Transvales Tarjeta Inteligente: Tarjeta que funciona como monedero electrónico especiales donde se cobra la mitad de la tarifa normal (es decir se cobran $3.00 pesos). Esta tarifa es solo para estudiantes y adultos mayores se puede adquirir por $15 pesos y se le puede recargar como máximo $ 200 pesos.[1][2]

Si se utiliza la tarjeta inteligente para ingresar al sistema Mi Macro Calzada y se transborda desde o hacia las rutas alimentadoras, el costo del viaje será sólo de $4.75 pesos por persona e inclusive sin cargo si es el tercer transbordo.

### Tarjeta Inteligente

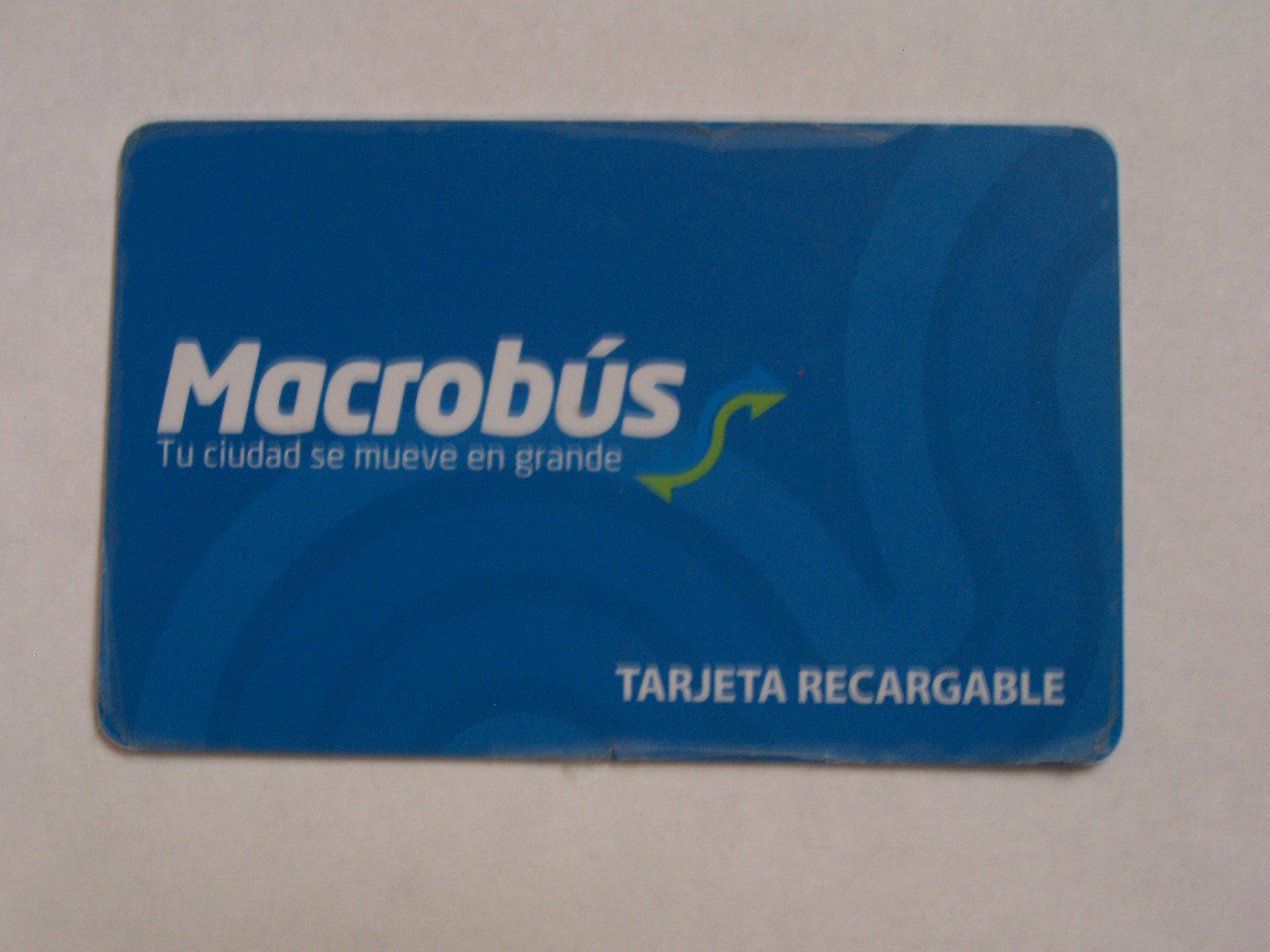
Tarjeta Inteligente de cobro para el uso de Mi Macro (previamente Macrobús).

Es un medio electrónico de acceso a Mi Macro, Tren Eléctrico y las alimentadoras de Mi Macro. Dicha tarjeta almacena la información del dinero recargado.
La tarjeta tiene un chip que al ser acercado al lector de tarjetas ubicado sobre el torniquete, realiza la transacción, descontando el monto de la tarifa a pagar y permitiendo el acceso hacia Mi Macro, o el autobús alimentador.